# Hedemelbærris
Hedemelbærris (Arctostaphylos uva-ursi), også skrevet Hede-Melbærris, er en 5-15 cm høj nedliggende dværgbusk, der vokser på tør og sandet bund på heder, vejkanter og baneskråninger.

## Beskrivelse
Hedemelbærris er en stedsegrøn dværgbusk med en krybende vækstform. Barken er først fint håret og rødbrun med lysegrøn skyggeside. Senere bliver den olivengrøn og afskallende. Til sidst er den rødbrun og furet.
Knopperne er spredte, lysegrønne og smalle. Bladene er læderagtige, omvendt ægformede med hel rand og manglende spids. Oversiden er blank og mørkegrøn, mens undersiden er noget lysere.
Blomsterne er samlet i endestillede klaser. De enkelte blomster er krukkeformede og hvide eller lyserøde. Frugterne er kuglerunde, blanke røde bær. Frøene modner godt og spirer villigt.
Rodnettet er kraftigt og når både langt ud og dybt ned. Skud, som kommer i fast jordkontakt, slår rod.
Højde x bredde og årlig tilvækst: 0,20 x 0,50 m (10 x 10 cm/år). Disse mål kan fx anvendes, når arten udplantes.

## Voksested
Hedemelbærris vokser cirkumpolart i arktiske og tempererede egne af den nordlige halvkugle. Den er knyttet til solåbne overdrev og heder, hvor den foretrækker den tørreste og mest magre bund.
I lyse fyrreskove på kalkklippe i det midterste Gotland findes arten i alvaragtig vegetation sammen med bl.a. svalerod, bakkesoløje, bakkestilkaks, blodrød storkenæb, glat rottehale, hvid stenurt, kantet konval, rød dværgmispel og sort dværgmispel

## Anvendelse
Busken er meget anvendelig overalt, hvor man ønsker jorden dækket med et stedsegrønt, blomstrende og bærbærende dække. Hedemelbærris kan i det hele taget afløse dværgmispel (Cotoneaster) som bunddækker på sure, tørre, magre jorde.
| Portal | Portal:Botanik |

## Note
1. ↑  "Bent Vestergaard Petersen: Gotland 1. – 8. juli 2001". Arkiveret fra originalen 4. marts 2016. Hentet 9. februar 2009.